# Probe nostis
Probe nostis è un breve apostolico da papa Gregorio XVI. È datata 18 settembre 1840 e reca il sottotitolo "Sulla diffusione della fede", con cui essenzialmente il Papa si rivolge al lavoro missionario auspicando il suo sviluppo in tutto il mondo.

## Contenuto

### Il ruolo dei laici nella comunità cattolica
L’apostolato dei laici, presente già in epoca medioevale, inizialmente per funzioni esclusivamente religiose e con figure come monaci e frati cominciò ad espandersi. Cominciò a maturare allora la coscienza di un “laicato” inteso come organico e specifico settore di funzione e di attività nella stessa vita della Chiesa. 

#### La figura di Gregorio XVI
Con l'avvento di Gregorio XVI nel 1830 si ebbe un incremento dell’apostolato della preghiera e dei sacrifici; a tal fine, egli istituì settanta nuove circoscrizioni ecclesiastiche e rilanciò in modo deciso un’azione tesa al raggiungimento di un’attività missionaria più libera dal colonialismo delle grandi potenze europee, che influenzavano non poco la nascita e l’avvio delle nuove Chiese cattoliche nei Paesi colonizzati (principalmente latini). Nell’enciclica Commissum divinitus del 1835 specificò la divisione in due categorie di cristiani: l’una costituita da coloro con il compito di presiedere e comandare, ossia il clero e la gerarchia ecclesiastica; l’altra, composta da sottomessi che avrebbero dovuto sostanzialmente obbedire al Pontefice. Riportando le parole dell’imperatore Basilio egli espresse che ai laici non fosse consentito trattare in alcun modo questioni ecclesiastiche.

### Il breve
Rivoluzionaria nel suo genere, l'enciclica fu la prima a focalizzarsi su un tema specificamente missionario riguardo all'evangelizzazione nel Sud colonizzato. Il Pontefice esortava la funzione apostolica dei laici, sollecitò le diocesi a raccogliere fondi per aiutare le missioni cattoliche nel mondo. Prese ad esempio l’associazione della “Propagazione della Fede”, fondata nel 1822 a Lione da Giovanni Muzi, per cui auspicava una celere espansione con le modeste offerte e con le quotidiane preghiere innalzate a Dio dagli associati. Quest’opera, finalizzata a sostenere gli operai apostolici ed a esercitare le opere della carità cristiana verso i neofiti, fu definita dal Papa:

#### In seguito
Appoggiando la politica del suo predecessore, nel 1854 Pio IX sottolineò come la carità apostolica fosse il fondamento morale della preghiera apostolica e missionaria. La Chiesa deve pregare intensamente affinché tutti i popoli si convertano al Cristo e deve impegnarsi con tutte le sue forze per la salvezza collettiva dell’umanità. Nella lettera apostolica Exortae in ista del 1876 questi sollecita i laici, in quanto non coinvolti da Cristo nella gestione diretta della sua Chiesa, dovessero stare sottomessi a "dirigenti", ovvero i pastori legittimi. Ribadisce che comunque, a seconda del loro stato, essi possano fare gli ausiliari del clero.